# ダヴィド・ジノラ
ダヴィド・ジノラ（David Désiré Marc Ginola、1967年1月25日 - ）は、フランス出身の元同国代表サッカー選手。ポジションはFW、MF。

## 経歴
クラブではイングランドに渡り、1999年にフランス人としてはエリック・カントナ以来となるFWA年間最優秀選手賞を受賞、またPFA年間最優秀選手賞を同時受賞するなど成功を収めた。
フランス代表としては1990年、ユーロ92予選アルバニア戦で代表デビューを飾ったが、1993年のアメリカW杯予選ブルガリア戦において残り1分の時間帯にサイドでボールキープを行って時間を稼ぐ事をせず、単純にクロスボールを上げてしまい、そのボールがブルガリアのDFエミル・クレメンリエフへ渡ってそこから相手の素早いカウンター攻撃が始まり、エミル・コスタディノフの決勝ゴールにつながってしまった。この結果、ジノラは相手の勝利をお膳立てする形を作ってしまったことから予選敗退の戦犯としてファンやマスコミからの非難を浴びた（パリの悲劇）。そして、その非難から逃れるためイングランドへ移籍した。
その後、監督に就任したエメ・ジャケの構想から外れ、1995年を最後に代表へ招集される事は無く、1998年のFIFAワールドカップ・フランス大会出場は叶わなかった。
1999年、 ワールドサッカー誌の20世紀の偉大なサッカー選手100人で62位に選出された。
容姿端麗な事から女性の人気も高く、引退後はCM出演や俳優としても活躍している。
娘のカーラ・ジノラはモデル。

### 略歴
- 1985年: スポルタン・クルブ・トゥーロンとプロ契約。
- 1990年: フランス代表に選出、ユーロ92予選アルバニア戦で代表デビューを飾る。
- 1992年: パリ・サンジェルマンFC へ移籍。
- 1993年: 11月17日のアメリカW杯予選ブルガリア代表戦において痛恨のミス。クープ・ドゥ・フランス優勝。
- 1995年: パリ・サンジェルマンの一員としてUEFAチャンピオンズリーグベスト4、クープ・ドゥ・フランス優勝。
- 1999年: トッテナム・ホットスパーFCの一員としてフットボールリーグカップ優勝。FWA年間最優秀選手賞、PFA年間最優秀選手賞を同時受賞。
- 2002年: 現役引退。

## 代表歴
- フランス代表 1990-1995
  - 代表デビュー：1990年11月17日 vs アルバニア
  - 代表通算：17試合出場 3得点
  - 1994年キリンカップサッカー

## タイトル

### クラブ
パリ・サンジェルマン
- クープ・ドゥ・フランス：1992–93、1994–95
- リーグ・アン：1993–94
- クープ・ドゥ・ラ・リーグ：1995

トッテナム・ホットスパー
- フットボールリーグカップ：1998-99

### 代表
U-21 フランス代表
- トゥーロン国際大会：1987

### 個人
- トゥーロン国際大会最優秀選手：1987
- フランス年間最優秀選手賞：1993
- リーグ・アン年間最優秀選手賞：1993-94
- プレミアリーグ月間最優秀選手：1995年8月、1998年12月
- PFA年間ベストイレブン：1995–96、1998–99
- トッテナム・ホットスパー年間最優秀選手：1997-98
- PFA年間最優秀選手賞：1998-99
- FWA年間最優秀選手賞：1998-99